# Pierrick Servais
 (mai 2013).
Si vous disposez d'ouvrages ou d'articles de référence ou si vous connaissez des sites web de qualité traitant du thème abordé ici, merci de compléter l'article en donnant les références utiles à sa vérifiabilité et en les liant à la section « Notes et références ».
Pierrick Servais est un réalisateur français né à Cluses (Haute-Savoie) en 1982. 

## Biographie
Diplômé en 2004 d'une maîtrise en cinéma et photographie à l'Université Lumière Lyon 2, il a réalisé divers films expérimentaux et fictions (dont J'ai vomi dans mes cornflakes en 2004, sortie dvd en 2008), des clips (notamment pour le label Brocoli Records), et des documentaires (Jeux pour Handicapés d'Afrique Francophone au Burkina Faso). Tous ses films sont produits par Tapas Films. 

## Filmographie sélective

### Fictions
- 2012 : CRJYKLCW
- 2011 : Les marionnettes
- 2009 : Mon étoile est un lampadaire
- 2007 : Quand ch'rai grand
- 2004 : J’ai vomi dans mes cornflakes

### Travaux expérimentaux
- 2008 : Cerveau disponible
- 2004 : Street Academy

### Prix
- 2005 : 
  - Prix film de recherche au Festival international du film d'Aubagne - Music & Cinema pour J'ai vomi dans mes cornflakes.
  - Prix Musique de l'Atelier Musique et Image au Festival international du film d'Aubagne - Music & Cinema pour J'ai vomi dans mes cornflakes.